# 1947 na televisão

## Nascimentos
| Data            | Nome                   | Profissão                                   | Nacionalidade                    | Observações | Ref   |
| --------------- | ---------------------- | ------------------------------------------- | -------------------------------- | ----------- | ----- |
| 2 de fevereiro  | Farrah Fawcett         | atriz e modelo                              | Estados Unidos                   | m. 2009     | [ 1 ] |
| 5 de fevereiro  | Regina Duarte          | atriz                                       | Brasil                           |             |       |
| 21 de fevereiro | Renata Sorrah          | atriz                                       | Brasil                           |             |       |
| 24 de fevereiro | Tamara Taxman          | atriz e apresentadora de televisão          | Estados Unidos                   |             |       |
| 7 de março      | Nívea Maria            | atriz                                       | Brasil                           |             |       |
| 12 de março     | Tânia Scher            | atriz                                       | Brasil                           | m. 2008     | [ 2 ] |
| 14 de março     | Maria Helena Pader     | atriz e dubladora                           | Brasil                           |             |       |
| 3 de abril      | Clarisse Abujamra      | atriz                                       | Brasil                           |             |       |
| 2 de maio       | Nirut Sirijanya        | ator e engenheiro                           | Tailândia                        |             |       |
| 4 de maio       | Richard Jenkins        | ator                                        | Estados Unidos                   |             |       |
| 4 de julho      | Luciano do Valle       | locutor esportivo                           | Brasil                           | m. 2014     | [ 3 ] |
| 27 de julho     | Benvindo Sequeira      | ator, humorista, autor e diretor            | Brasil                           |             |       |
| 30 de julho     | Flávio Galvão          | ator e dublador                             | Brasil                           |             |       |
| 30 de julho     | Arnold Schwarzenegger  | ator, fisiculturista, empresário e político | Estados Unidos · Áustria (nasc.) |             |       |
| 2 de agosto     | Sylvia Massari         | atriz e cantora                             | Brasil                           |             |       |
| 18 de agosto    | Osmar Prado            | ator                                        | Brasil                           |             |       |
| 27 de setembro  | Dennis Carvalho        | ator, dublador e diretor de telenovelas     | Brasil                           |             |       |
| 13 de outubro   | Roberto Irineu Marinho | empresario                                  | Brasil                           |             |       |
| 17 de outubro   | Nuno Leal Maia         | ator                                        | Brasil                           |             |       |
| 30 de novembro  | Jude Ciccolella        | ator                                        | Estados Unidos                   |             |       |
| 6 de dezembro   | RR Soares              | bispo e televangelista                      | Brasil                           |             |       |
| 20 de dezembro  | Gigliola Cinquetti     | apresentadora de TV e cantora               | Itália                           |             |       |
| 28 de dezembro  | Reny de Oliveira       | atriz                                       | Brasil                           |             |       |
| 31 de dezembro  | Tim Matheson           | ator                                        | Estados Unidos                   |             |       |

## Mortes
| Data | Nome | Profissão | Nacionalidade | Observações | Ref |
| ---- | ---- | --------- | ------------- | ----------- | --- |